# Hexanchorus caraibus
Hexanchorus caraibus là một loài bọ cánh cứng trong họ Elmidae. Loài này được Coquerel miêu tả khoa học năm 1851.